# Pieces (Robin Stjernberg-album)
A Pieces a második stúdióalbuma a svéd énekes Robin Stjernbergnek. Az album Svédországban jelent meg először, 2013. július 26-án. Robin részt vett a 2013-as Melodifestivalenen és a Eurovíziós Dalfesztiválon a You című dalával.

## Számlista
|     | Cím                | Szerző(k)                                                         | Hossz |
| --- | ------------------ | ----------------------------------------------------------------- | ----- |
| 1.  | One Down Two To Go | Johan Åsgärde, Mattias Frändå, Oliver Lundström, Robin Stjernberg | 2:50  |
| 2.  | Pieces             | Johan Åsgärde, Mattias Frändå, Oliver Lundström, Robin Stjernberg | 2:58  |
| 3.  | Crime              | Johan Åsgärde, Mattias Frändå, Oliver Lundström, Robin Stjernberg | 2:58  |
| 4.  | You                | Joakim Harestad Haukaas, Joy Deb, Linnea Deb, Robin Stjernberg    | 3:03  |
| 5.  | Isn't It Time      | Johan Åsgärde, Mattias Frändå, Oliver Lundström, Robin Stjernberg | 3:03  |
| 6.  | Rule The World     | Johan Åsgärde, Mattias Frändå, Oliver Lundström, Robin Stjernberg | 3:10  |
| 7.  | For The Better     | Chris Snyder, Robin Stjernberg, Sara Biglert                      | 3:16  |
| 8.  | Scars              | David Jackson, Joy Deb, Linnéa Deb, Robin Stjernberg              | 3:01  |
| 9.  | Beautiful          | Amir Aly, Henrik Wikström, Robin Stjernberg, Sharon Vaughn        | 3:05  |
| 10. | Siw Feet Down      | Johan Åsgärde, Mattias Frändå, Oliver Lundström, Robin Stjernberg | 3:55  |
| 11. | On My Mind         | Oscar Holter/Jakob Erixson*, Robin Stjernberg                     | 3:35  |
| 12. | Every Bit Of Me    | Joel Strömgren, Joy Deb, Linnea Deb, Robin Stjernberg             | 3:46  |